# Diógenes de Bizancio
Diógenes (en griego, Διογένης; murió en el año 129) fue el obispo de Bizancio durante aproximadamente quince años, de 114-129. 
Sucedió al Obispo Sedecio. Durante su episcopado, ejercieron el poder en Roma los emperadores Trajano y Adriano. Su sucesor fue Eleuterio.
| Predecesor: Sedecio de Bizancio | Obispo de Bizancio 114-129 | Sucesor: Eleuterio de Bizancio |